# Pete Davidson
Peter Michael Davidson (New York, 1993. november 16.–) amerikai humorista, színész, író és producer.
2014 óta a Saturday Night Live egyik szereplője. Davidson szerepelt az MTV Guy Code, Wild 'n Out és Failosophy című műsoraiban is. Stand-upolt az Adam DeVine's House Party, a Jimmy Kimmel Live! és a Comedy Underground with Dave Attell című műsorokban, és vendégszerepelt a Brooklyn 99 – Nemszázas körzet című sorozatban. 2020-ban társírója és főszereplője volt a Staten Island királya című félig önéletrajzi ihletésű dráma-vígjátéknak.

## Élete
Davidson 1993. november 16-án született a New York-i Staten Islanden, Amy (született: Waters) és Scott Matthew Davidson fiaként. Édesapja New York-i tűzoltó volt, aki szolgálat közben halt meg a 2001. szeptember 11-ei terrortámadások idején. Utoljára a Marriott World Trade Center lépcsőjén látták felfelé futni, közvetlenül az épület összeomlása előtt. A gyászmisét a Great Kills-i (Staten Island) Szent Klára római katolikus templomban tartották.
Az akkor 7 éves Davidsont mélyen érintette apja halála. A The New York Timesnak azt mondta, hogy ez „nyomasztó” volt, és hogy később a trauma miatt nem viselkedett jól az iskolában. Egy alkalommal addig tépte a haját, amíg kopasz nem lett. 2016 októberében Davidson a The Breakfast Club reggeli rádióműsorban elárulta, hogy fiatalabb korában öngyilkossági gondolatokkal küzdött, és hogy Kid Cudi zenéje mentette meg az életét.
Davidson apja túlnyomórészt zsidó felmenőkkel rendelkezett, néhány távoli ír, német és olasz származású volt. Davidson édesanyja többnyire ír felmenőkkel rendelkezik, néhány távoli német származással; van egy húga, Casey. Katolikusnak nevelkedett. Édesanyja iskolanővérként dolgozik a brooklyni Xaverian High Schoolban.
Davidson a St. Joseph by the Sea High Schoolba, majd a Tottenville High Schoolba járt, mielőtt átkerült a brooklyni Xaverian High Schoolba, ahol 2011-ben végzett. A középiskola után beiratkozott a Brooklyn Heights-i St. Francis College-ba. Egy szemeszter után Davidson úgy döntött, hogy teljes munkaidőben a komédia világában folytatja karrierjét.
Davidson először 16 évesen próbálta ki a stand-up comedy-t egy Staten Island-i bowlingpályán, ahol egy baráti társaság, tudva komédiás ambícióiról, színpadra hívta.

## Filmográfia

### Film
| Év   | Magyar cím                              | Eredeti cím                      | Szerep                          | Magyar hang    |
| ---- | --------------------------------------- | -------------------------------- | ------------------------------- | -------------- |
| 2014 |                                         | School Dance                     | Büdösujjú                       |                |
| 2015 | Kész katasztrófa                        | Trainwreck                       | Dr. Conner páciense             | Jéger Zsombor  |
| 2018 | A szerelem asszisztensei                | Set It Up                        | Duncan                          |                |
| 2019 | Mi kell a férfinak?                     | What Men Want                    | Danny (stáblistán nem szerepel) | Gacsal Ádám    |
| 2019 | A nagybetűs kamaszkor                   | Big Time Adolescence             | Isaac "Zeke" Presanti           | Gacsal Ádám    |
| 2019 | Mötley Crüe: Mocskos rock'n'roll        | The Dirt                         | Tom Zutaut                      |                |
| 2019 | Angry Birds 2. – A film                 | The Angry Birds Movie 2          | Jerry (hangja)                  | Vida Péter     |
| 2019 |                                         | The Jesus Rolls                  | Jack Bersome                    |                |
| 2020 | Staten Island királya                   | The King of Staten Island        | Scott Carlin                    | Jéger Zsombor  |
| 2021 | The Suicide Squad – Az öngyilkos osztag | The Suicide Squad                | Richard Hertz / Blackguard      | Kenéz Ágoston  |
| 2022 | Jöjj vissza hozzám!                     | I Want You Back                  | Jase (cameo)                    | Gacsal Ádám    |
| 2022 | Játsszunk gyilkosost!                   | Bodies Bodies Bodies             | David                           | Ember Márk     |
| 2022 | Marmaduke                               | Marmaduke                        | Marmaduke (hangja)              | Szabó Máté     |
| 2022 | Jó gyászolást ;)                        | Good Mourning                    | Barry                           |                |
| 2022 | Tökéletes találkozás                    | Meet Cute                        | Gary                            |                |
| 2023 | A galaxis őrzői: 3. rész                | Guardians of the Galaxy Vol. 3   | Phlektik (cameo hangja)         | Fáncsik Roland |
| 2023 | Halálos iramban 10.                     | Fast X                           | Bowie (cameo)                   | Ágoston Péter  |
| 2023 | Transformers: A fenevadak kora          | Transformers: Rise of the Beasts | Délibáb (hangja)                | Dér Zsolt      |
| 2023 | Pénzeső                                 | Dumb Money                       | Kevin Gill                      | Ember Márk     |
| 2023 | Hamm Burger 2.                          | Good Burger 2                    | dühös vásárló (cameo)           |                |
| 2024 |                                         | Riff Raff                        | Lonnie                          |                |
| 2025 | Szimat naplója                          | Dog Man                          | Petey (hangja)                  | Schruff Milán  |
| 2025 | A fuvar                                 | The Pickup                       | Travis Stolly                   | Gacsal Ádám    |

### Televízió
| Év        | Magyar cím                           | Eredeti cím                              | Szerep                        | Megjegyzések                                 |
| --------- | ------------------------------------ | ---------------------------------------- | ----------------------------- | -------------------------------------------- |
| 2013–2014 |                                      | Wild 'n Out                              | önmaga                        | 7 epizód                                     |
| 2013–2014 |                                      | Guy Code                                 | önmaga                        | visszatérő szereplő                          |
| 2013      | Brooklyn 99 – Nemszázas körzet       | Brooklyn Nine-Nine                       | Steven                        | 1 epizód                                     |
| 2014      |                                      | Friends of the People                    | fehér fajgyűlölő              | 1 epizód                                     |
| 2014–2022 | Saturday Night Live                  | Saturday Night Live                      | különböző szerepek            | 159 epizód                                   |
| 2016      |                                      | The Jim Gaffigan Show                    | Jeffy                         | 1 epizód                                     |
| 2016      |                                      | Pete Davidson: SMD                       | önmaga                        | stand-up különkiadás                         |
| 2017      |                                      | Eighty-Sixed                             | pincér                        | 1 epizód                                     |
| 2017      |                                      | Click, Clack, Moo: Christmas at the Farm | kacsa (hangja)                | tévéfilm                                     |
| 2018      |                                      | The Guest Book                           | Clem                          | 1 epizód                                     |
| 2020      |                                      | Pete Davidson: Alive from New York       | önmaga                        | stand-up különkiadás                         |
| 2020      |                                      | The Real Bros of Simi Valley             | Grady                         | 2 epizód                                     |
| 2020–     |                                      | The Freak Brothers                       | Phineas T. Phreakers (hangja) | főszereplő                                   |
| 2020–2022 | Az újonc                             | The Rookie                               | Pete Nolan                    | 3 epizód                                     |
| 2021      |                                      | The Now                                  | Hardware Employee             | 1 epizód                                     |
| 2022      |                                      | The Kids in the Hall                     | Donovan                       | 1 epizód                                     |
| 2022      |                                      | Pete Davidson Presents: The Best Friends | önmaga (házigazda)            | stand-up különkiadás                         |
| 2022      | Murderville: Ki ölte meg a Mikulást? | Murderville                              | önmaga                        | 1 epizód                                     |
| 2023      | Amerikai fater                       | American Dad!                            | Toad Button hangja)           | 1 epizód                                     |
| 2023      |                                      | Bupkis                                   | önmaga                        | - főszereplő - alkotó, író - vezető producer |

## Fordítás
- Ez a szócikk részben vagy egészben  a   Pete Davidson című angol Wikipédia-szócikk fordításán alapul.  Az eredeti cikk szerkesztőit annak laptörténete sorolja fel. Ez a jelzés csupán a megfogalmazás eredetét és a szerzői jogokat jelzi, nem szolgál a cikkben szereplő információk forrásmegjelöléseként.